# Удубаддава (підрозділ окружного секретаріату)
Підрозділ окружного секретаріату Удубаддава — підрозділ окружного секретаріату округу Курунегала, Північно-Західна провінція, Шрі-Ланка. Складається з 43 Грама Ніладхарі.